# بلدة هايز (مقاطعة كلير)
هايز، مقاطعة كلير (بالإنجليزية: Hayes Township, Clare County, Michigan)‏ هي بلدة تقع بولاية ميشيغان في الولايات المتحدة. تبلغ مساحتها 83.3 (كم²)، وترتفع عن سطح البحر 351 م، بلغ عدد سكانها 4916 نسمة في عام تعداد الولايات المتحدة 2000 حسب إحصاء مكتب تعداد الولايات المتحدة وتصل الكثافة السكانية فيها 60.3 نسمة/كم2.

## وصلات خارجية
- http://www.hayestownship.com
- The US50 - Cities and Towns in Michigan State
- Michigan Cities and Towns, Facts, Map, Flag, Colleges, Government, and More